# Casar de Palomero
Casar de Palomero (extremadurai nyelven Casal de Palomeru) település Spanyolországban, Cáceres tartományban. Casar de Palomero Santa Cruz de Paniagua, Pinofranqueado, Caminomorisco, La Pesga, Mohedas de Granadilla, Cerezo, Palomero és Marchagaz községekkel határos. Lakosainak száma 993 fő (2024).

## Népesség
A település népessége az elmúlt években az alábbi módon változott:
| Lakosok száma | 1305 | 1277 | 1247 | 1378 | 1491 | 1285 | 1192 | 1133 | 1059 | 993  |
|               | 2001 | 2004 | 2006 | 2009 | 2011 | 2014 | 2016 | 2019 | 2021 | 2024 |